# Iheringichthys
Iheringichthys is een geslacht van straalvinnige vissen uit de familie van de antennemeervallen (Pimelodidae).

## Soorten
- Iheringichthys labrosus (Lütken, 1874)
- Iheringichthys megalops Eigenmann & Ward, 1907
- Iheringichthys syi Azpelicueta & Britski, 2012